# Ken Scott (Drehbuchautor)

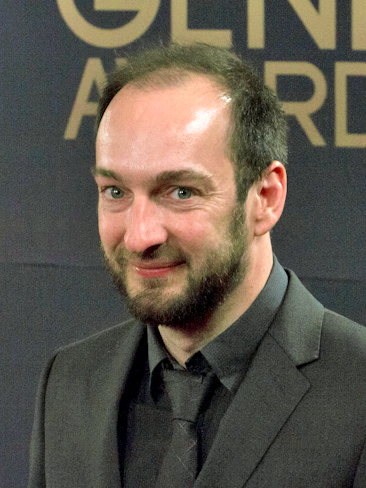
Ken Scott (2012)

Ken Scott (* 1970 in Québec) ist ein kanadischer Drehbuchautor, Regisseur und Schauspieler in Québec.

## Leben
Er schloss die Université du Québec à Montréal im Jahr 1991 ab, wo er Kommunikation und Drehbuch studiert hatte. Seine Berufslaufbahn begann er als Autor und Darsteller der Comedy-Gruppe Les Bizarroïdes und trat bei verschiedenen Festivals auf. Später wandte er sich vermehrt dem Film zu.
Scott wurde für zwei Drehbücher beim Prix Jutra nominiert, nämlich im Jahr 2001 für seinen ersten Kinofilm La Vie après l’amour und 2006 für den Eishockeyfilm Maurice Richard. Im mit Preisen ausgezeichneten Film Maurice Richard spielte Roy Dupuis unter der Regie von Charles Binamé die Titelrolle. 2004 erfolgte eine Genie-Award-Nominierung Scotts für das Skript der Filmkomödie Die große Verführung, bei der Jean-François Pouliot Regie führte. Zwei weitere Nominierungen gab es im Jahr 2007 bei den 27. Genie Awards für die Drehbücher der Filme Guide de la petite vengeance und Maurice Richard.
2013 inszenierte er mit Der Lieferheld – Unverhofft kommt oft ein US-amerikanisches Remake seines eigenen Filmes Starbuck, der 2011 entstand.

## Filmografie

### Drehbuchautor
- 2000: La Vie après l’amour
- 2002: Le Plateau (Fernsehserie)
- 2003: Die große Verführung (La Grande séduction)
- 2005: Maurice Richard
- 2006: Guide de la petite vengeance
- 2009: Les doigts croches
- 2011: Starbuck
- 2013: Der Lieferheld – Unverhofft kommt oft (Delivery Man)
- 2013: Die große Versuchung – Lügen bis der Arzt kommt

### Schauspieler
- 2000: La Vie après l’amour
- 2002: Le Plateau (Fernsehserie)
- 2003: Die große Verführung (La Grande séduction)

### Regisseur
- 2009: Les doigts croches
- 2011: Starbuck
- 2013: Der Lieferheld – Unverhofft kommt oft
- 2018: Die unglaubliche Reise des Fakirs, der in einem Kleiderschrank feststeckte (The Extraordinary Journey of the Fakir)